# 五十嵐ゆうか
五十嵐 ゆうか（いがらし ゆうか、1978年1月23日 - ）は、日本の元AV女優。

## 略歴・人物
1999年に『ヴィーナス誕生・ゆうか』でAVデビュー。

## 出演作品

### アダルトビデオ
1999年
- ヴィーナス誕生・ゆうか 全開エッチモード （2月18日、クリスタル映像）
- 恋するうさぎ 挑発のShake Hip （3月25日、クリスタル映像）
- ゆうかにクリック ホームページは満淫御礼 （4月29日、クリスタル映像）
- オフショットラブ （5月31日、エッチアールシー）
- 乳核変動 マゾの覚醒 （6月30日、芳友舎）
- 肉体の悶 淫ら性 （7月22日、芳友舎）

2000年
- 制服緊縛ストーカー （3月24日、シネマジック）
- 男汁 2 （7月20日、SODクリエイト）

2001年
- 露出姉 2 素人姉さん○○しちゃいました （3月6日、マックス・エー）…オムニバス作品 他出演:山吹ケイト、竹内ひろこ
- 噴尿SM （3月15日、ライフジャック）
- 艶 Part7 （3月30日、グローリークエスト）
- 早熟痴女 （4月25日、グローリークエスト）
- 素人ギャルズ [LEVEL A] Ver.11　（2001年4月27日、アリスJAPAN）…オムニバス作品 他出演:水野礼子、藤崎彩、平井千里、相沢玲奈　※「早瀬恵理香」名義
- 聖露出 VOL.4 （5月10日、ナチュラルハイ）
- 喪服未亡人と濡れしたたる姉妹たち　（5月21日、アテナ映像）…オムニバス作品 他出演:山口玲子、愛葉亜希、鈴木めぐみ
- あなたのSEX見せてください4!! （6月29日、マックス・エー）…オムニバス作品 他出演:山口明日香、枝こづえ 他
- 姉さんガマンできない <THE LIVE 4> （7月1日、シャイ企画）…オムニバス作品 他出演:三上奈未、持田もも
- 追憶の野外調教 （7月21日、シネマジック）
- 淫獣街 淫魔降臨篇 （9月14日、シネマジック）…共演:吉野サリー、仲西さやか
- レズ病棟 3 （9月20日、ディープス）…共演:木下いつき
- 淫獣街 淫魔煉獄篇 （10月12日、シネマジック）…共演:吉野サリー、仲西さやか
- 裸の季節モニュメント きらめく瞬間の中で… （10月30日、マックス・エー）…オムニバス作品 他出演:澤宮有希、上原いづみ
- 淫欲多重人格 （12月4日、アタッカーズ）

2002年
- 顔射ぶっかけ 町内引き回しの刑 Vol.2 （1月10日、ナチュラルハイ）
- プライベート女体観察 （2月1日、ワンズファクトリー）
- 強制露出マニアックス 2 （2月22日、VIP）…オムニバス作品 他出演:うさみ恭香、宮内つぐみ
- なま撮りドキュメント しようよっ!2 （3月15日、VIP）…オムニバス作品 他出演:うさみ恭香、安西ゆみこ、小早川美晴、宮内つぐみ、春川りさ
- 痴女 2 （6月6日、ドリームチケット）…オムニバス作品 他出演:清水かおり、葉山小姫
- ゆうかの性戯 （6月7日、GLAY'z）
- 淫乱OL6人の本性 SEXだらけの日常勤務 やりっぱなしの90分 （6月22日、BAZOOKA）…共演:本島純子、三澤ゆき子、北山瑞穂、原田ゆり、平谷真沙美
- BLACK GANG BANG （7月8日、アイデアポケット）…共演:高尾まき
- 路地裏・NUDE　（7月17日、ドリームチケット）…オムニバス作品 他出演:卯月梨奈、みなみゆい
- 犯されゆく聖女教師  ～インテリ学園の歪んだ淫欲～ （7月19日、アイエナジー）
- 誰にも言えない人妻の秘密 8 （12月13日、VIP）…オムニバス作品 他出演:桐島秋子、愛川ちさ

2003年
- 義母が超巨乳でもうガマンできない 12（12月25日、ケー・ティ・ファクトリー）…オムニバス作品 他出演:小池ひとみ、沼田純、村松陽子

発売日不明
- 酒池肉林 慰安バスガイド （ハムレット）
- 手でイカせてあげる  Vol.19 女たちの欲望は止まらない! （麒麟堂）…共演:泉星香
- Fetish Lesbian ～レースクィーンレズビアン～ （ドリームクリエイト）…共演:泉星香
- Charmy （チャンネル・ヴィ）
- 秘密倶楽部 （AVS）

　他

### オリジナルビデオ
- 痴漢株式会社 ～最終電車の女～　（2000年10月6日、カレス・コミュニケーションズ）
- OL強制猥褻　（2001年9月21日、サブマリンフィルムズ）

### 成人映画
- ハイヒールの女 赤い欲情　（2000年12月8日、エクセスフィルム）

## テレビ出演

### ドラマ
- 土曜ワイド劇場 混浴露天風呂連続殺人 20　（2000年12月16日、テレビ朝日）